# Parque nacional Lauhanvuori
El Parque Nacional Lauhanvuori (en finlandés: Lauhanvuoren kansallispuisto) es un parque nacional en la región de Ostrobotnia del Sur en Finlandia, en la frontera de Kauhajoki y Isojoki. Fue establecido en 1982 y tiene un área aproximada de 53 km² (20 millas cuadradas).
El parque se caracteriza por sus bosques de pinos, arroyos de primavera, y pantanos.

## Naturaleza

### Montaña

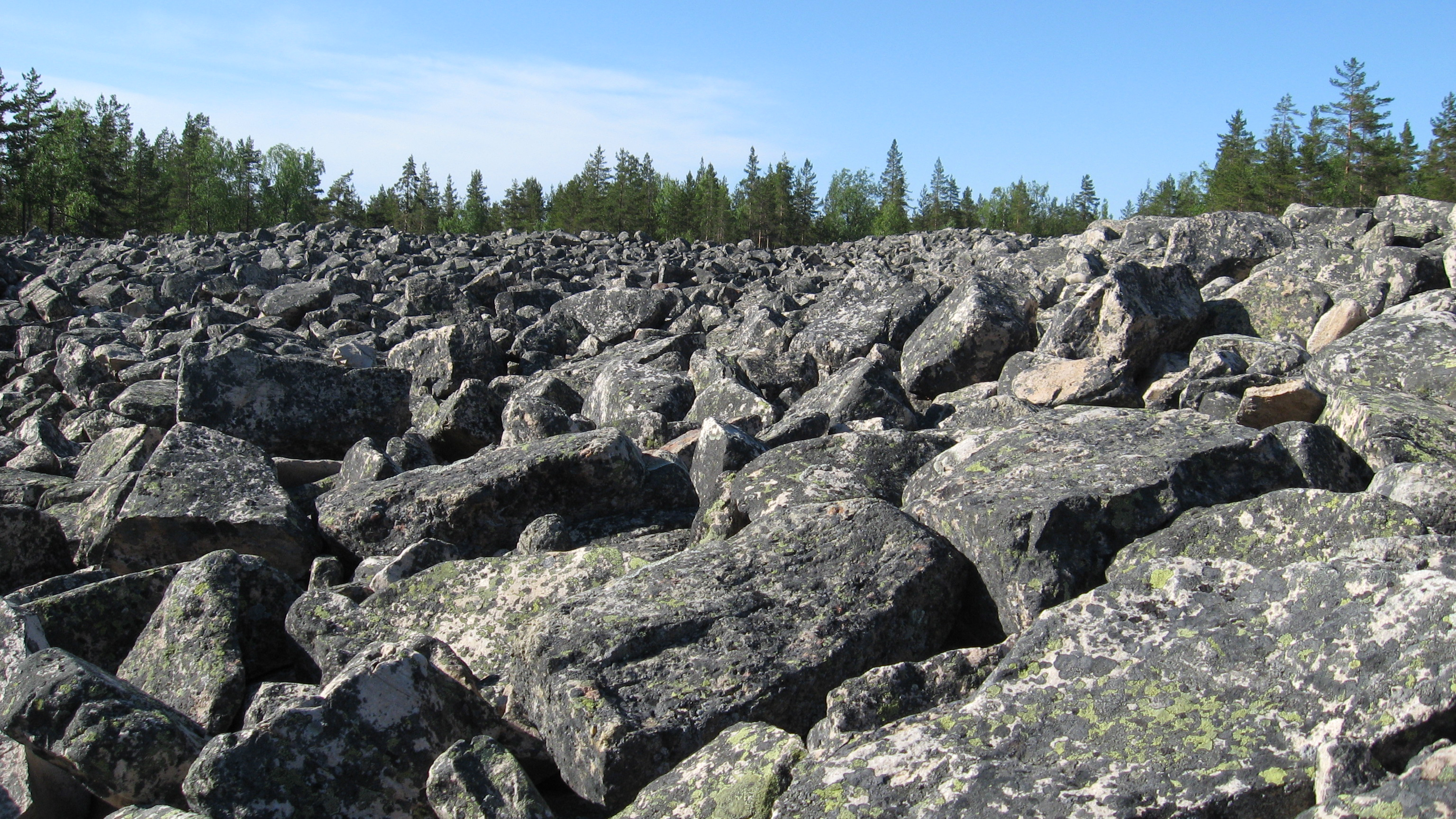
Kivijata

La montaña Lauhanvuori es una montaña morrena de 231 m (758 pies) de alto, lo que lo convierte en uno de los puntos más altos en Finlandia occidental. El área de la cumbre se descubrió aproximadamente en el año 9500 a. C. cuando el glaciar se retiró, y esa parte jamás estuvo bajo el agua. De hecho, fue una isla en el medio del lago Ancylus.

### Flora y fauna
La cumbre de Lauhanvuori es más exuberante que sus alrededores, debido a no haber estado bajo el mar y por lo tanto de haber conservado su tierra suelta y nutriente. Las laderas son estériles.
Grúas y urogallos se pueden escuchar en los pantanos durante el verano. El Lagopus lagopus también habita en los pantanos. El parque también cuenta con una hectárea de pantano, donde el Succisa pratensis, Carex panicea, Tofieldia pusilla, y muchos musgos raros crecen. Lauhanvuori es el hábitat más austral de la Tofieldia pusilla.